# Ivan Lutterer
Ivan Lutterer (27. dubna 1954 Praha – 11. listopadu 2001 Rochester) byl český fotograf. Je známý jako spoluautor časosběrného fotografického cyklu Český člověk, dokumentující portréty Čechů a Češek od roku 1982. Dalšími autory této série jsou Jan Malý a Jiří Poláček. V letech 1974–1979 vystudoval na FAMU obor fotografie.

## Fotografický cyklusČeský člověk
Časosběrný fotografický cyklus Český člověk autorské trojice Jan Malý, Jiří Poláček a Ivan Lutterer zahrnuje tisíce snímků českých lidí. Začal vznikat v roce 1982 a jeho rozšiřování s odmlkami pokračovalo do roku 2010.
K nápadu fotografovat českého člověka autory přivedl alkoholem posilněný muž s lahví a v montérkách, který při fotografování moravských krojů v Lanžhotě vstoupil do polního fotografického ateliéru (odtud Czech Field Studio po vzoru mobilního ateliéru Irvinga Penna) se žádostí o fotografii. Tento moment dal vzniknout souboru portrétů českých lidí. Použití materiálu Polaroid negativ pozitiv 4x5 palců (větší 9x12 cm) jim umožňovalo fotografovaným věnovat snímek, zatímco negativ si ponechávali k dalšímu užití. Z tisíců pořízených fotografií sestavili v roce 1997 fotografickou knihu Český člověk.
Následovalo fotografování na divadelní pouti v Praze v roce 1985, dále fotografování trempů, místních indiánů a kovbojů. Z Amsterdamu, kam byli pozváni na fotofestival v roce 1989, si autoři odvezli soubor Nizozemců. V roce 1990 se po světové fotografické výstavě v texaském Houstonu zapisuje Czech Field Studio do análů světové portrétní fotografie. Autoři se ve stejném roce zúčastnili s polním ateliérem mezinárodního fotografického festivalu v Lausanne a českých kulturních dnů v Bretani v Rennes. Na domácí půdě pořídili fotografie českého člověka v železárnách ve Vítkovicích a v Ostravě. Etapu fotografování do roku 1997 symbolicky uzavřela kniha z nakladatelství Studia JB, která byla následně oceněna 2. místem v soutěži Nejkrásnější české knihy roku 1997 v kategorii Kniha o výtvarném umění a obrazové publikace.
Po tragické smrti Ivana Lutterera v Rochesteru v USA (2001) pokračovali autoři přijali Poláček s Malým výzvu České kulturní mise v Paříži, aby stejným způsobem fotografovali obyvatele francouzské metropole. Při této příležitosti byly zvětšeniny Českého člověka vystaveny v pařížském metru vystavena. Na podzim roku 2002 se ve zdejším Českém centru uskutečnila výstava Pařížané a Pražané. Na pozvání Langhans Galerie Praha vznikla v roce 2010 poslední série českého člověka.

## Dílo

### Publikace
- Malý J., Poláček J., Lutterer I.: Český člověk. Studio JB, 1997, ISBN 80-900903-4-6
- Letem českým světem 1898 / 1998. Fotografie: Jaroslav Bárta, Zdeněk Helfert, Daniela Horníčková, Ivan Lutterer, texty: Ivan Dejmal, Libor Jůn, Jiří T. Kotalík, Předmluva: Václav Havel, Historická studie: Pavel Scheufler. Studio JB, 1999. 672 s. ISBN 80-900903-6-2
- LUTTERER, Ivan. Panoramatické fotografie = Panoramic photographs : 1984-1991. Příprava vydání výběr fotogradfií: Jaroslav Bárta; texty Anna Fárová, Václav Sokol. Lomnice nad Popelkou: Studio JB, 2004. 154 s. ISBN 80-86512-25-8.
- LUTTERER, Ivan. Ivan Lutterer (1954–2001). editor Jaroslav Bárta, text Helena Musilová. Lomnice nad Popelkou: Studio JB, 2014. 160 s. ISBN 978-80-86512-53-2

### Zastoupení ve sbírkách
- Moravská galerie v Brně
- Muzeum umění a designu Benešov
- Uměleckoprůmyslové museum v Praze